# Just Lose It
Singles de Eminem
One Day at a Time (Em's Version)
(2003) Mosh]
(2004)
Just Lose It est une chanson du rappeur américain Eminem, sortie en 2004. C'est le 1er single extrait de son 5e album studio Encore sorti la même année.
Les paroles de la chanson et le clip vidéo ont causé des controverses, notamment pour la parodie de Michael Jackson dans le clip vidéo. Il peut être vu comme y étant dépeint en pédophile, alors que Michael Jackson était accusé d’abus sexuel cette année. La chanson a atteint le numéro un au Royaume-Uni, Australie, et en Nouvelle-Zélande, et numéro six aux États-Unis.

## Paroles
La chanson débute par l’extrait lyrique « Shady's back » (« Shady revient ») de la chanson d'Eminem sorti en 2002 « Without Me ». 
Les paroles de « Just Lose It » font allusion aux problèmes légaux de Michael Jackson, toutefois il énonce dans sa chanson « and that's not a stab at Michael/That's just a metaphor/I'm just psycho... » (« Et ce n'est pas un coup de poignard envers Michael, C'est simplement une métaphore, je suis juste psychopathe »). 
La ligne « Snap back to reality. Look! It's B. Rabbit » (« Brusque retour à la réalité/Regarde, c'est B. Rabbit ») et « You signed me up to battle » (« Tu m'as engagé dans une battle ? ») sont des références à la chanson « Lose Yourself » et au film 8 Mile. 

## Clip
Le clip de « Just Lose It », dirigé par Philip G. Atwell, filmé en mai 2004. a engendré plusieurs controverses avec le chanteur Michael Jackson et diverses chaînes de télévision. Il a été interdit sur la chaîne BET, mais a été diffusé plus tard sur BET: Uncut. MTV a choisi de diffuser le clip vidéo, qui est devenu le plus demandé sur la chaîne. Paris Hilton et Dr. Dre y apparaissent dans un club.
La vidéo contient des parodies (Michael Jackson, MC Hammer et de son single « U Can't Touch This », le film Bad Santa, ...), ainsi qu'une scène du film 8 Mile. Elle contient également plusieurs scènes où Eminem descend les rues nu.
Le clip a été nommé aux MTV Video Music Awards pour meilleure vidéo rap, finalement remporté par Ludacris, pour « Number One Spot ».
Ce clip a été également nommé aux NRJ Music Awards 2005 dans la catégorie « clip de l'année ».
Much Music a classé la vidéo 50e du classement des 50 vidéos les plus controversées pour ses plaisanteries sur les personnes célèbres.
Plusieurs des défenseurs et des amis de Jackson se sont élevés contre Eminem au sujet de la vidéo, y compris Stevie Wonder, qui a appelé la vidéo comme une « connerie » et « donnant un coup de poignard à un homme tandis qu'il est à bas ».

## Classements
| Classement (2004)                       | Meilleure position |
| --------------------------------------- | ------------------ |
| Australie (ARIA)                        | 1                  |
| Autriche (Ö3 Austria Top 40)            | 4                  |
| Belgique (Flandre Ultratop 50 Singles)  | 6                  |
| Belgique (Wallonie Ultratop 50 Singles) | 8                  |
| Danemark (Tracklisten)                  | 1                  |
| Europe (Hot 100)                        | 1                  |
| Finlande (Suomen virallinen lista)      | 2                  |
| France (SNEP)                           | 7                  |
| Allemagne (Media Control AG)            | 2                  |
| Irlande (IRMA)                          | 2                  |
| Italie (FIMI)                           | 2                  |
| Pays-Bas (Nederlandse Top 40)           | 5                  |
| Nouvelle-Zélande (RMNZ)                 | 1                  |
| Norvège (VG-lista)                      | 3                  |
| Espagne (PROMUSICAE)                    | 1                  |
| Suède (Sverigetopplistan)               | 12                 |
| Suisse (Schweizer Hitparade)            | 1                  |
| Royaume-Uni (UK Singles Chart)          | 1                  |
| États-Unis (Hot 100)                    | 6                  |
| États-Unis (R&B/Hip-Hop Songs)          | 35                 |
| États-Unis (Pop Airplay)                | 5                  |
| États-Unis (Rap Songs)                  | 7                  |

| Classement de fin d'année (2004)                              | Position |
| ------------------------------------------------------------- | -------- |
| Australie                                                     | 3        |
| Belgique - Ultratop 50 (Flandre)                              | 3        |
| Belgique - Ultratop 40 (Région wallonne / Bruxelles-Capitale) | 93       |
| France                                                        | 78       |
| Irlande                                                       | 15       |
| Nouvelle-Zélande                                              | 2        |
| Suisse                                                        | 43       |
| Royaume-Uni                                                   | 23       |
| États-Unis - Billboard Hot 100                                | 98       |

| Pays             | Certification | Date             | Ventes certifiées |
| ---------------- | ------------- | ---------------- | ----------------- |
| Australie        | Platine       | 2004             | 1 670 000         |
| Danemark         | Platine       | 2004             | 430 000           |
| Nouvelle-Zélande | Platine       | 20 décembre 2004 | 515 000           |
| Norvège          | Or            | 2004             | 450 000           |
| États-Unis       | 2 × Platine   | 1er juin 2005    | 2 500 000         |